# Saquinho de chá

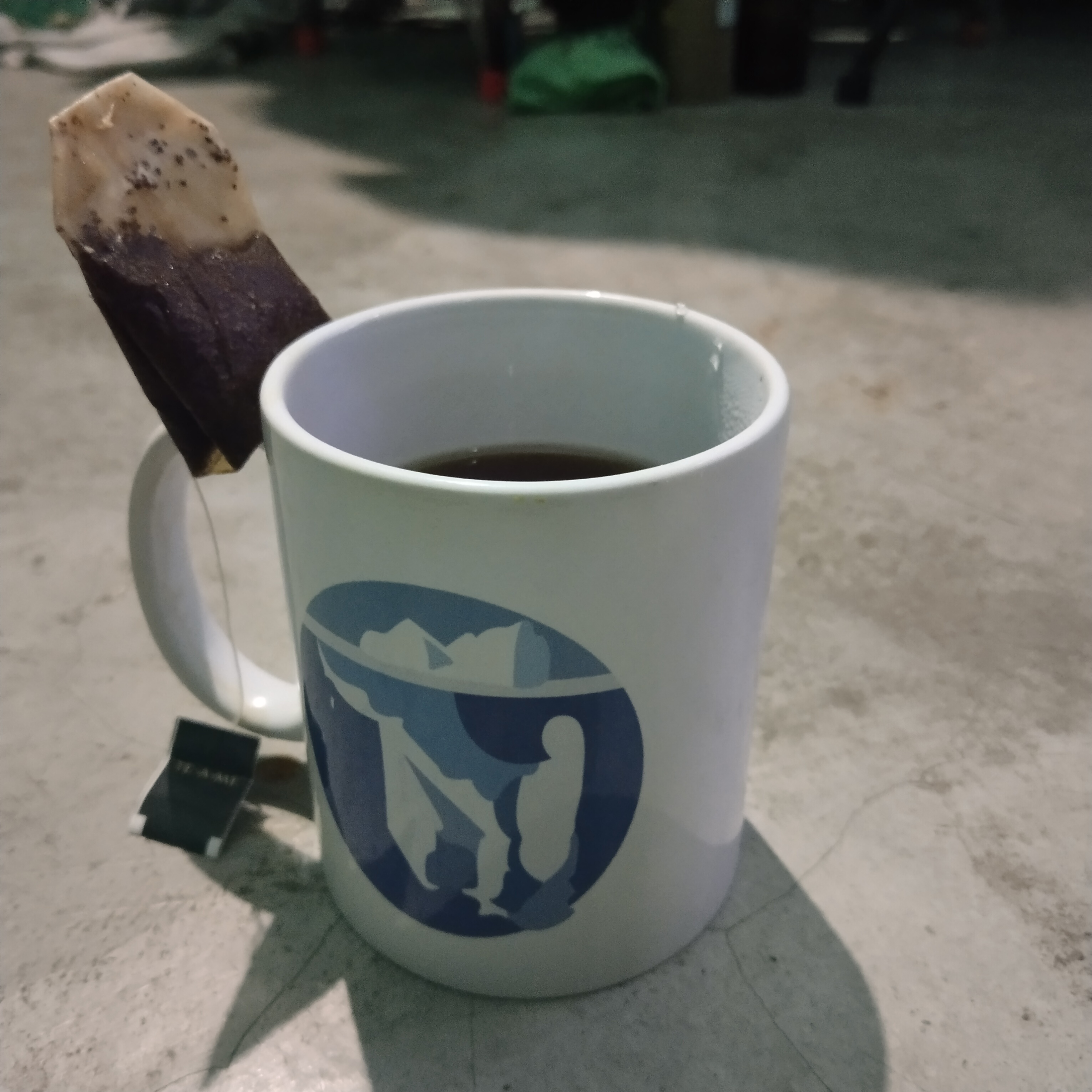
Saquinho apoiado na alça de uma caneca com chá.

Os saquinhos de chá ou sachês de chá são pequenas bolsas feitas de materiais porosos, como papel filtro, algodão, nylon ou polímeros diversos, usadas para conter folhas de chá ou ervas para infusão em água quente. Esses sachês permitem a preparação prática de chá sem a necessidade de infusores ou utensílios adicionais, facilitando o consumo em casa, no trabalho ou em viagens.
Desde sua criação no início do século XX, os saquinhos de chá se tornaram uma das formas mais populares de consumir chá globalmente, com ampla aplicação em chás de Camellia sinensis (chá preto, verde, branco, etc.) e infusões de ervas, como camomila e hortelã.

## Composição e Conteúdo
Os saquinhos  são fabricados com materiais que permitem a passagem da água, extraindo o sabor e os compostos das folhas durante a infusão, sem deixar resíduos na bebida. A maioria dos saquinhos é selada com adesivos seguros para alimentos, grampos ou costuras, e muitos incluem um fio para facilitar sua remoção da xícara após a infusão. Nos últimos anos, saquinhos piramidais, feitos de materiais como nylon ou PET, ganharam popularidade por permitirem maior espaço para a expansão das folhas, resultando em melhor sabor.

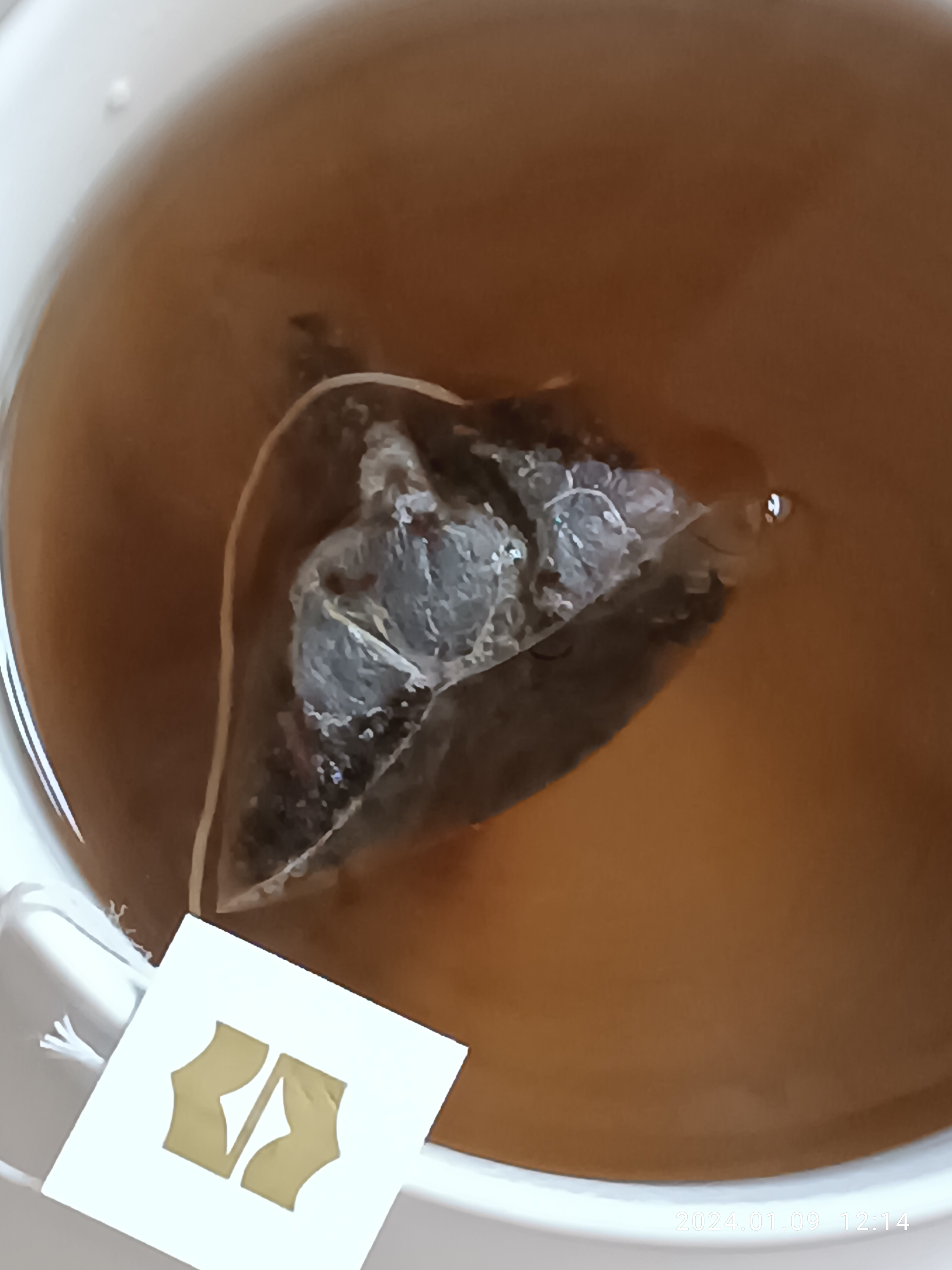
Saquinho de chá sendo preparado em uma xícara.

Dentre os materiais mais usados para a elaboração dos saquinhos estão:
- Papel filtro: O mais comum, feito de fibras de celulose, às vezes branqueado com substâncias químicas como epicloridrina, que podem ser cancerígenas.[1]
- Tecido de algodão: Usado em saquinhos reutilizáveis ou descartáveis de alta qualidade, não altera o sabor.[1]
- Nylon ou polipropileno: Comuns em saquinhos piramidais transparentes, permitem visualização das folhas, mas liberam microplásticos na infusão.[2]
- Fibras naturais: Alguns fabricantes estão fazendo testes adotando fibras naturais com o objetivo de possibilitar uma experiência mais sustentável aos consumidores.[3]

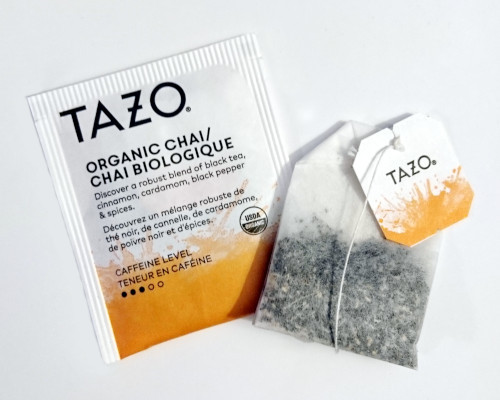
Chá de saquinho com certificação de produção orgânica.

### Conteúdos:
A popularidade do chá de saquinho fez com que surgissem amplas opções de produtos além do tradicional chá. Atualmente há uma grande variedade de chás e outras  infusões com ervas, frutos e aromatizantes diversificados podem ser preparados pelos usuários, incluindo:
- Chá (Camellia sinensis): Inclui chá preto, verde, branco, oolong ou puerh, com folhas inteiras, quebradas ou trituradas. Saquinhos de baixa qualidade também podem conter pó de chá, reduzindo sabor e nutrientes.[4]
- Infusões: Erva-mate, camomila, hortelã, hibisco, boldo, erva-doce, gengibre, frutas diversificadas e misturas exóticas são comuns, oferecendo benefícios como alívio da ansiedade ou digestão.[5]
- Aditivos: Algumas marcas adicionam essências, aromatizantes, especiarias, mel ou frutas secas para realçar o sabor do produto.